# Perdita differens
Perdita differens är en biart som beskrevs av Timberlake 1964. Perdita differens ingår i släktet Perdita och familjen grävbin. Inga underarter finns listade i Catalogue of Life.